# Paderno Franciacorta
Paderno Franciacorta is een gemeente in de Italiaanse provincie Brescia (regio Lombardije) en telt 3521 inwoners (31-12-2004). De oppervlakte bedraagt 5,6 km², de bevolkingsdichtheid is 676 inwoners per km².

## Demografie
Paderno Franciacorta telt ongeveer 1338 huishoudens. Het aantal inwoners steeg in de periode 1991-2001 met 19,4% volgens cijfers uit de tienjaarlijkse volkstellingen van ISTAT.
| Jaar | Inwoneraantal |
| ---- | ------------- |
| 1991 | 2831          |
| 2001 | 3379          |

## Geografie
Paderno Franciacorta grenst aan de volgende gemeenten: Castegnato, Passirano, Rodengo-Saiano.